# Жаровня (деревня)
Жаровня — деревня в Духовщинском районе Смоленской области России. Входит в состав Пречистенского сельского поселения. Население — 4 жителя (2007 год). 
Расположена в северной части области в 36 км к северу от Духовщины, в 1,5 км восточнее автодороги Р136 Смоленск — Нелидово. В 55 км юго-восточнее деревни расположена железнодорожная станция Ярцево на линии Москва — Минск.

## История
В годы Великой Отечественной войны деревня была оккупирована гитлеровскими войсками в июле 1941 года, освобождена в сентябре 1943 года.